# Florence Bosire
Florence Bosire (ur. 26 września 1988) – kenijska siatkarka, reprezentantka kraju, grająca jako rozgrywająca. Obecnie występuje w drużynie Kenya Prisons.